# Ballen
Ballen è un villaggio portuale sito sulla costa sud-orientale dell'isola danese di Samsø.
Il porto risale all'età vichinga; è tuttavia accertato che il luogo fu un insediamento umano già durante l'età della pietra.
Il porto è ben favorito per quanto riguarda i venti occidentali ed ha sempre avuto un ruolo importante come centro di pesca e di scambi commerciali.

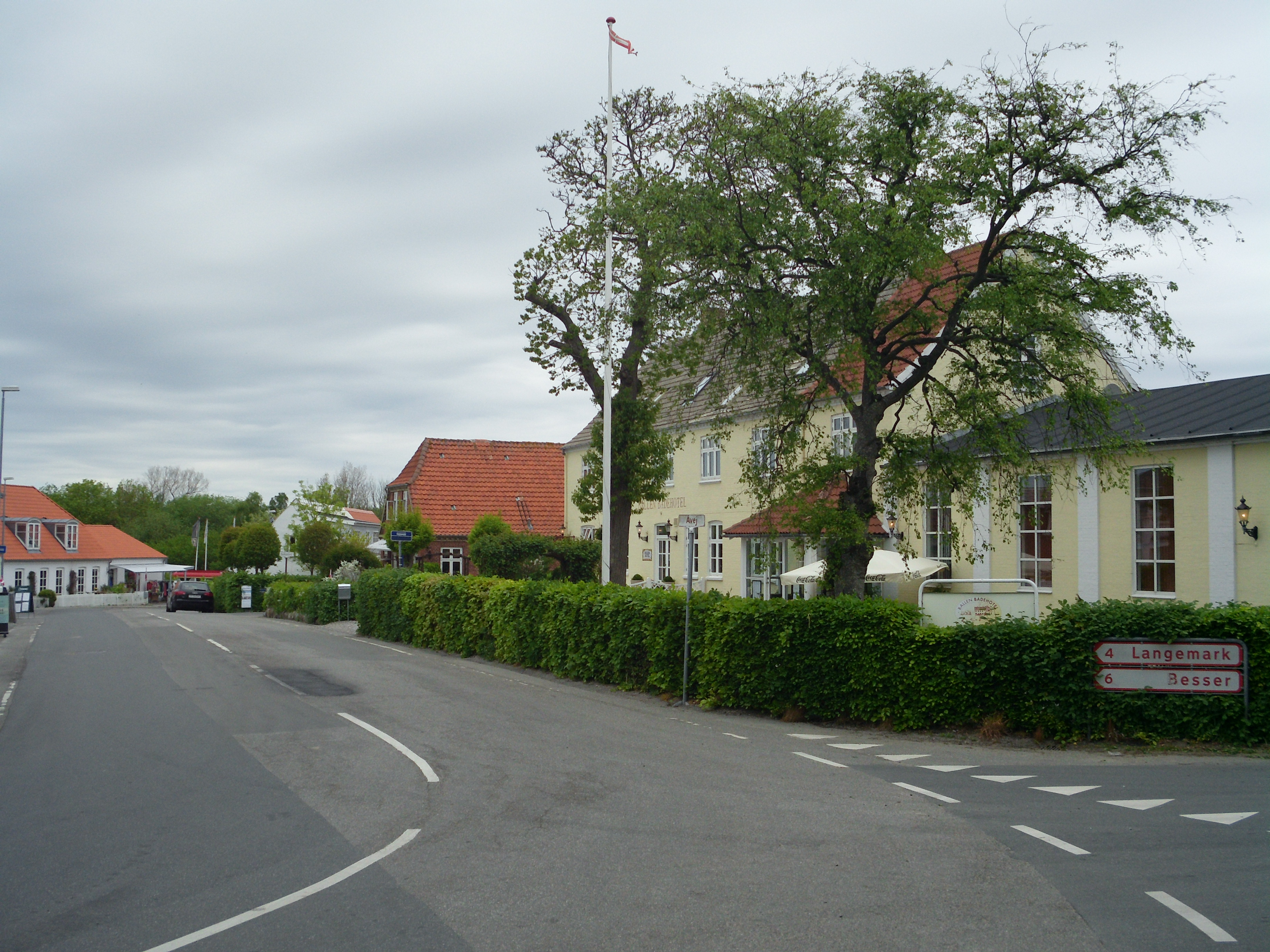
Aavej e Badehotel a Ballen

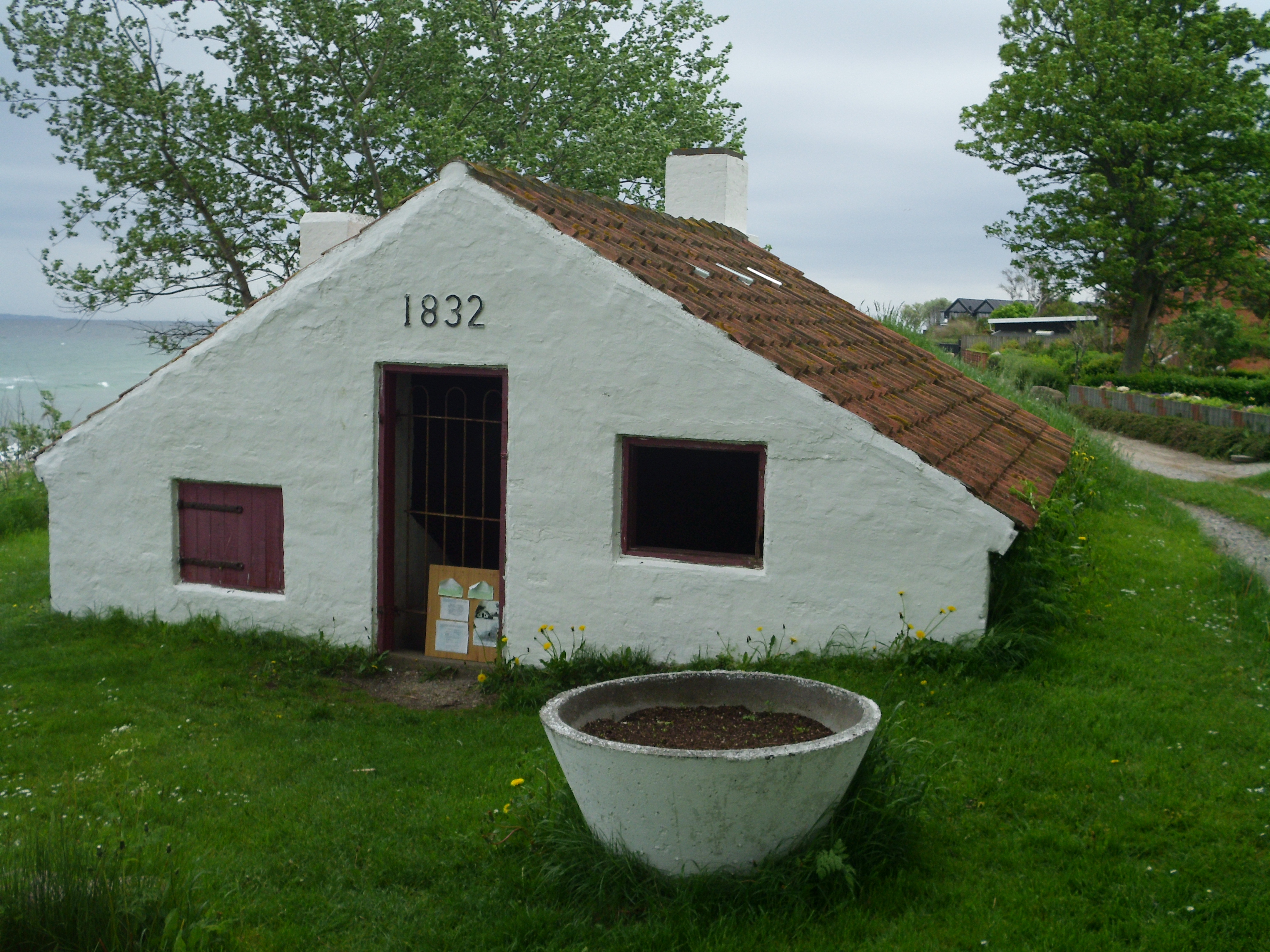
L'antica fornace per la calce di Ballen

Il porto, la cui parte principale fu edificata nel 1764 in corrispondenza di un estuario, era originariamente chiamato Brundby Balle ed era destinato ad essere il porto del villaggio di Brundby, situato nell'entroterra. Nel tempo il centro abitato crebbe, acquisì il nome attuale e divenne il porto principale dell'isola fino alla costruzione del porto di Kolby Kås sulla costa occidentale inaugurato nel 1884.
L'approdo dei traghetti di Ballen, si trova a sud del villaggio; è di recente costruzione ed è il punto di partenza del percorso di Rederiet Færgen per Kalundborg. A Ballen di trovava in passato sia un cantiere nautico in legno sia un mattatoio cooperativo. Oggi al posto del cantiere vi è un ristorante e il macello è stato chiuso.
Il mattatoio cooperativo di Ballen fondato nel 1929 nel 1983 si fuse con Østjyske Slagterier, Bjerringbro; nel 1999 gli edifici furono venduti a Samsø Industrie Kontorcenter A / S. In una parte dell'ex macello, sono state infine costruite le 66 case del Ballen Strandpark. Durante l'estate il porto di Ballen è un popolare centro turistico.
A Ballen si trova la "Samsø Energiakademi" (Accademia per l'Energia di Samsø) che, tra l'altro, compie e diffonde ricerche sulle energie rinnovabili  riconosciute a livello mondiale. Samsø è stata, infatti, chiamata "Isola delle energie rinnovabili" e produce una grande quantità di energia rinnovabile destinata all'autoconsumo.
In direzione di Langemark, a nord di Ballen, si tiene ogni anno il Festival di Samsø.